# Белый город (издательство)
«Белый город» — российское издательство, основанное в 1996 году. Занимается выпуском высокохудожественных подарочных изданий, литературы для детей, социально значимых изданий.

## Выпускаемая продукция
Значительное место в работе издательства принадлежит альбомам по изобразительному искусству, живописи, скульптуре и архитектуре.
Выпускает серию «Мастера живописи», в которой выходят альбомы как классиков, так и современных художников.
Вышли альбомы признанных зарубежных и отечественных мастеров — Рембрандта, Тициана, Гойи, Эдуара Мане, Репина, Левитана, Коровина. Вместе с этим выпускаются альбомы полузабытых мастеров, таких как Джованни Больдини, Сегантини, Франческо Айец, Иван Похитонов, Арсений Мещерский, Богданов-Бельский, Иван Куликов.
Выходят и альбомы современных художников — Дмитрий Жилинский, Борис Неменский, Илья Глазунов, Эдуард Дробицкий, Таир Салахов, Наталья Нестерова, а также относительно молодых художников: Владимира Штейна, Андрея Выстропова, Лейлы Хасьяновой, Евгения Демакова, Дмитрия Евтушенко, Владимира Чёрного, Семёна Кожина и других. Во многих случаях издательство выступает в роли первооткрывателя художника, выпуская его альбом впервые.
Серия «Великие полотна» посвящена шедеврам мирового изобразительного искусства. Альбомы серии рассказывают о коллекциях музеев мира «Музей Орсе (Париж)», «Галерея Уффици (Флоренция)», «Прадо (Мадрид)», «Музей изящных искусств (Бостон)» и др.
В 2000 и 2003 годах издательство «Белый город» по заказу Правительства России выпустило специальные тиражи подарочных изданий для членов Кабинета министров. Постоянными партнерами издательства являются Управление делами президента РФ, Совет Федерации РФ, МИД России, Правительство Москвы, Главное командование внутренних войск МВД России и другие организации. Также издательство отметилось проправительственными изданиями, например альбомом «Кремль. The Kremlin» авторства Сергея Ястржембского и Юрия Лубченкова, а также фотоальбомом «Путин. Putin» Анатолия Жданова.
«Белый Город» издаёт альбомы по истории России, её армии и флота, а также произведения русских писателей и философов, таких как Иван Шмелёв, Иван Ильин, духовную и православную литературу.
Издательство разработало много популярных детских серий: «Моя первая книга», «История России», «Обо всём на свете», «Энциклопедия живописи для детей» и др.
Издательство расширяется и привлекает новые редакции к производству книг. Поэтому с 2012 года брендовая редакция работает под логотипом «Воскресный день» .
В ноябре 2010 года издательство получило главный приз V конкурса «Просвещение через книгу» за книгу «Сокровенная Каппадокия» (автор-составитель Г. Н. Юдин).

## Продажи
Отраслевой доклад Федерального агентства по печати и массовым коммуникациям РФ за 2011 год отмечает, что издательство «Белый город» активно использует такую форму книгораспространения, как «книгоношество».
В 2010 году наиболее продаваемые книги были в низком и среднем ценовых сегментах, для издательства «Белый город» это составило 20 % продаж в сегменте до 200 рублей и 45 % в сегменте от 201 до 500 рублей, тогда как сегмент «500-1500 рублей» принёс 19 %, а сегмент дорогих изданий свыше 1500 рублей составил 16 % общего объёма.

## Авторы
Частичный перечень авторов, сотрудничающих / сотрудничавших с издательством, в алфавитном порядке:

Алдонина Римма Петровна, Астахов Ю. А., Астахова Н. В., Васильева Н. Г., Вольф Г. В., Гамазкова Инна Липовна, Гладкий А., Голицына И. А., Дорофеев Александр Дмитриевич, Дубкова С. И., Ермильченко Н. В., Жукова Людмила Михайловна, Иванов С. И., Кайгородов Д. Н., Калашников Виктор Иванович, В. В. Калмыкова, Каптерева Татьяна Павловна, Каштанов Ю. Е., Козлова Д. Н., Козлова С. И., Колпакова Ольга Валерьевна, Крутогоров Юрий Абрамович, Лаврова Светлана Аркадьевна, Лисовский В. Г., Майорова Н. О., Малинина Екатерина Владимировна, Матвеева Е. А., Милюгина Е. Г., Муратов Александр Михайлович, Мясников Александр Леонидович, Нина Орлова-Маркграф, Пономарёва Татьяна Дмитриевна, протоиерей Всеволод Чаплин, Романовский А. С., Роньшин Валерий Михайлович, Сергеев Анатолий Анатольевич, Скоков Г. К., Скоробогатова Т. П., Скоробогатько Н. В., Соломко Наталья Зоревна, Улыбышева Марина Алексеевна, Федотова Е. Д., Шестимиров А. А. и др.